# Férfi összerakható kajak egyes 10 000 méter az 1936. évi nyári olimpiai játékokon
Az 1936. évi nyári olimpiai játékokon a kajak-kenu férfi összerakható kajak egyes 10 000 méteres versenyszámát augusztus 7-én rendezték Berlin-Grünau-ban. A férfi összerakható kajak egyes 10 000 méter versenyszámát ezen az egy olimpián rendezték meg.

## Eredmények
A rövidítések jelentése a következő:
- OB: olimpiai legjobb idő

### Döntő
| Helyezés | Név               | Nemzet                 | Idő     | Mj |
| -------- | ----------------- | ---------------------- | ------- | -- |
| Arany    | Gregor Hradetzky  | Ausztria (AUT)         | 50:01,2 | OB |
| Ezüst    | Henri Eberhardt   | Franciaország (FRA)    | 50:04,2 |    |
| Bronz    | Xaver Hörmann     | Németország (GER)      | 50:06,5 |    |
| 4.       | Lennart Dozzi     | Svédország (SWE)       | 51:23,8 |    |
| 5.       | František Svoboda | Csehszlovákia (TCH)    | 51:52,5 |    |
| 6.       | Hans Mooser       | Svájc (SUI)            | 52:43,8 |    |
| 7.       | Frans Nordberg    | Finnország (FIN)       | 52:45,8 |    |
| 8.       | George Lawto      | Nagy-Britannia (GBR)   | 52:50,0 |    |
| 9.       | Jan Vrolijk       | Hollandia (NED)        | 54:05,9 |    |
| 10.      | Burr Folks        | Egyesült Államok (USA) | 55:32,1 |    |
| 11.      | Mirko Vincens     | Jugoszlávia (YUG)      | 55:41,5 |    |
| 12.      | Joé Treinen       | Luxemburg (LUX)        | 57:14,8 |    |
| 13.      | Jules Deneumoulin | Belgium (BEL)          | 58:20,1 |    |